# Peabody Institute (Baltimora)

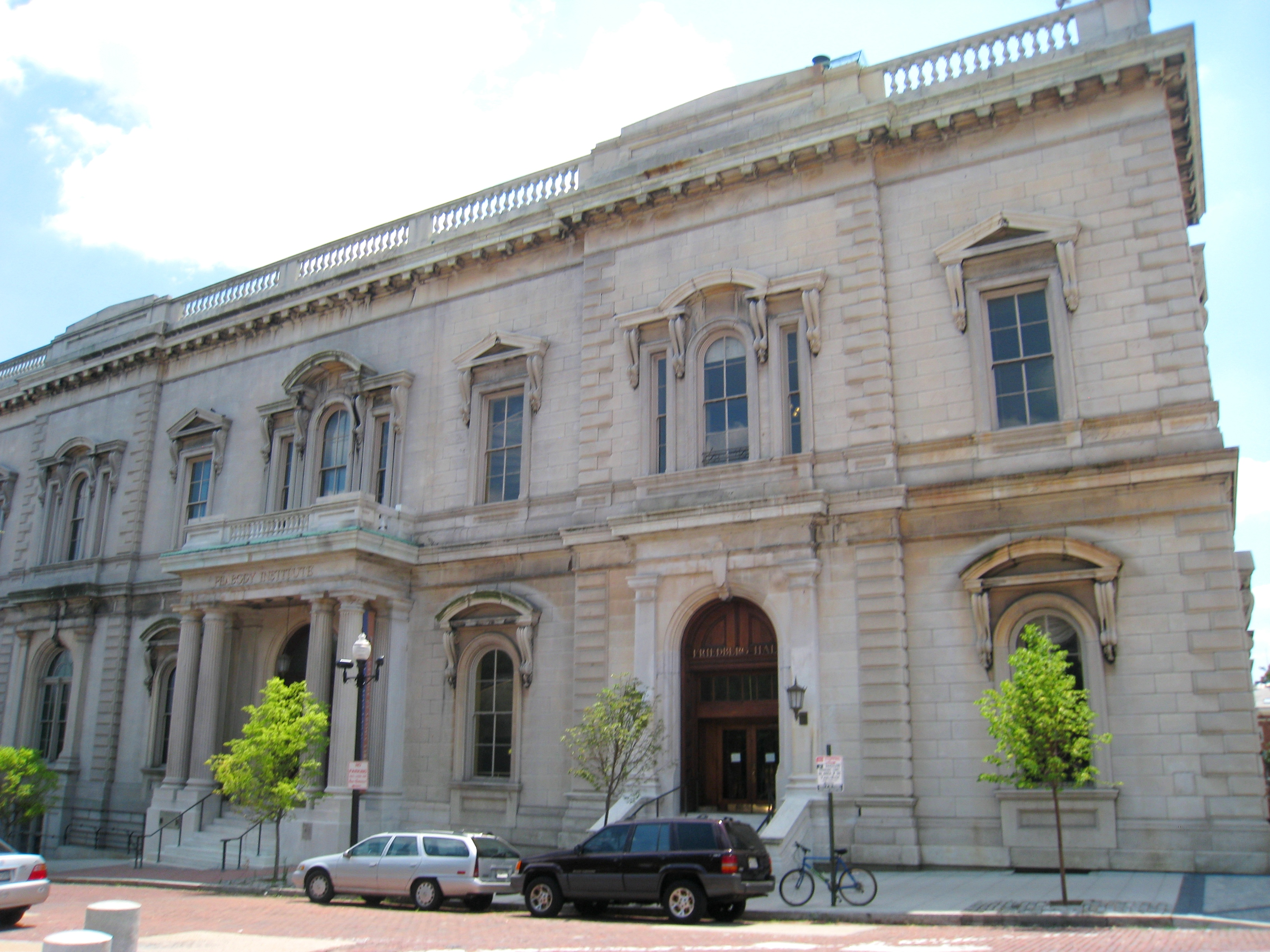
Baltimora, sede del Peabody Institute

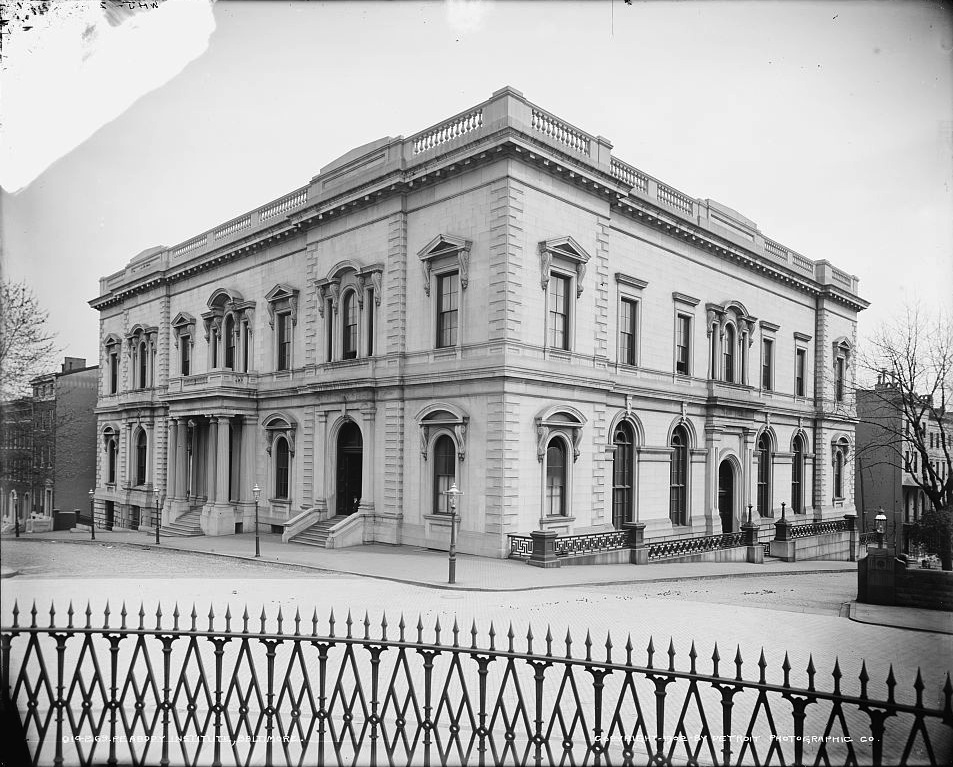
Il Peabody Institute nel 1902

Il Peabody Institute è un conservatorio musicale della Johns Hopkins University a Baltimora (Maryland, USA)

## Storia
Il Peabody Institute è il più antico conservatorio musicale statunitense, fra quelli ancora in attività. Fu fondato dal filantropo George Peabody nel 1857. La sede centrale fu progettata dall'architetto George Edmund Lind e venne inaugurata solo nel 1866, in ritardo a causa della guerra civile americana. Dal 1977 fa parte della Johns Hopkins University, una delle più prestigiose università, il che comporta la possibilità per gli studenti di poter seguire discipline umanistiche svolte da prestigiosi insegnanti. L'istituto mette a disposizione degli studenti la possibilità di conseguire lauree e dottorati nelle discipline musicali.
Al Peabody Institute sono associate due importanti biblioteche:
- la George Peabody Library, divenuta nel 1967 biblioteca della città di Baltimora
- la Arthur Friedheim Library, una biblioteca specializzata che possiede oltre 100.000 volumi di argomento musicale, partiture e registrazioni audio